# NGC 5193
NGC 5193 é uma galáxia elíptica (E) localizada na direcção da constelação de Centaurus. Possui uma declinação de -33° 14' 05" e uma ascensão recta de 13 horas, 31 minutos e 53,5 segundos.
A galáxia NGC 5193 foi descoberta em 3 de Junho de 1836 por John Herschel.